# Жіноча збірна України з волейболу
Жіноча збірна України з волейболу — жіноча волейбольна збірна, яка представляє Україну на міжнародних змаганнях з волейболу. Створена у 1992 році після розпаду СРСР. Контроль і організацію здійснює Федерація волейболу України (ФВУ).
Станом на 20 жовтня 2021 року посідає 27-е місце у світовому рейтингу ФІВБ.

## Історія
Збірна України дебютувала на міжнародній арені восени 1992 року у відбірковому турнірі чемпіонату Європи під керівництвом відомого тренера Володимира Бузаєва — одного із засновників і незмінного впродовж двох десятиліть наставника запорізької «Орбіти», у 1980-ті роки була однією з найсильніших команд у СРСР.
Бездоганно пройшовши кваліфікацію (8 перемог у 8 матчах), українські волейболістки спричинили фурор і у фінальній стадії Євро-1993. У стартовому матчі чемпіонату, що проходив 24 вересня 1993 в чеському Брно, вони з рахунком 3:0 обіграли майбутнього чемпіона — збірну Росії, потім здобули ще 4 перемоги, і посіли перше місце в групі. У важкому п'ятисетовому півфінальному двобої українська команда поступилася збірній Чехії і Словаччини, але потім у матчі за 3-тє місце взяла гору над італійками.
Завдяки успішному виступу на континентальній першості збірна України стала учасницею чемпіонату світу 1994 року, що проходив у Бразилії. Нова перемога над збірною Італії дозволила команді Володимира Бузаєва вийти в 1/8 фіналу, однак після зустрічі з Японією (0:3), українки були змушені припинити боротьбу за високі місця.
На початку 1990-х Володимир Бузаєв також керував молодіжною збірною України, 1993 року стала срібним призером чемпіонату світу в Бразилії. 1995 року він зайняв з національною збірною 7-е місце на чемпіонаті Європи в Нідерландах і того ж сезону переїхав до Туреччини.
Збірну України очолив тренер луганської «Іскри» Гарій Єгіазаров. З його ім'ям пов'язаний виступ української команди на перших в її історії Олімпійських іграх, що був невдалим: складена на базі «Іскри» збірна (за луганський клуб виступали 9 з 12 гравчинь), в Атланті-1996 не змогла перемогти в жодній партії.
1997 року Єгіазаров також виїхав працювати за кордон, до італійської «Равенни», на посаді головного тренера його змінив колишній помічник, одеський фахівець Ігор Філіштинський. Під його керівництвом збірна знову посіла 7-е місце на чемпіонаті Європи, але не змогла пробитися на чемпіонат світу-1998, ані на наступну європейську першість.
Повернувшись на Батьківщину до команди, Гарій Єгіазаров 2001 року ледь не привів збірну до п'єдесталу пошани чемпіонату Європи, що проходив у Болгарії, але в півфіналі цього турніру українки поступилися збірній Росії, а в зустрічі за «бронзу» не змогли здолати господарок. Ірину Жукову, яка здобула популярність, виступаючи за італійські клуби, визнали кращою зв'язковою чемпіонату. Незважаючи на те, що й решта українських волейболісток успішно виступали в провідних зарубіжних лігах (зі складу команди 2001 року 10 гравчинь представляли клуби Італії, Франції, Польщі, Болгарії, Австрії, Іспанії) і досягнення молодіжної та юніорської збірних, наступне десятиліття не було відзначено високими результатами національної збірної України.
2003 року після дев'ятого місця на чемпіонаті Європи в Туреччині відбулася відставка Єгіазарова, а чергового виступу у фінальному турнірі європейської форуму уболівальникам довелося чекати 8 років — три відбіркових цикли поспіль збірна України починала з новим головним тренером (Ігорем Філіштинським, Олександром Гутором, Сергієм Голотовим) і щоразу зазнавала невдачі. Причинами падіння були конфлікти між тренерами клубів і збірної, а також масовий виїзд з країни гравчинь, які змінили спортивне громадянство. Серед них стала лідером збірної Азербайджану Наталія Сказка (більш відома під прізвищем Мамедова) і її партнерки по команді Лідія Максименко та Поліна Рагімова (Петрашко), гравчині збірної Росії Наталія Гончарова (Обмочаєва) і Анна Макарова (Цокур), за збірну Казахстану виступають Олеся Сафронова і Ольга Кубасевич (Дробишевська), Ізраїль представляє Юлія Воливач, Вероніка Гудима захищає кольори французької збірної.
Після 13-річної перерви національну збірну України знову очолив Володимир Бузаєв, після повернення з Туреччини працював з командою «Сєвєродончанка» (Сіверськодончанка) та в молодіжній збірній. У травні 2009 року українська команда невдало виступила у відбірковому турнірі Чемпіонату світу, програвши Білорусі, Азербайджану та Ізраїлю, але за рік складена з гравчинь українського чемпіонату дружина виявилася боєздатною у кваліфікації Євро-2011 — обігравши збірні Ізраїлю, Словаччини та Великої Британії, українки через 8 років здобули путівку до фінального турніру чемпіонату Європи в Сербії й Італії.
Основу збірної на Євро-2011 склали гравчині бронзових призерок чемпіонату України — «Северодончанки», а єдина легіонерка Марина Марченко з «Омички» перед початком турніру вибула через травму. Капітанські функції виконувала Ірина Комісарова — гравчиня «бронзової» команди Володимира Бузаєва на чемпіонаті Європи-1993 (тоді вона виступала під прізвищем Пухальська). На груповому етапі в Белграді українки зазнали трьох поразок з однаковим рахунком 0:3 від Німеччини, Сербії і Франції, через це не змогли вийти до стадії плей-офу.
Відбірковий турнір чемпіонату Європи-2013 збірна України починала під керівництвом нового головного тренера — наставника «Галичанки» Андрія Романовича.

## Результати

### Олімпійські ігри
| Рік  | Місце          | Позиція            |
| ---- | -------------- | ------------------ |
| 1996 | Атланта        | 11-е місце         |
| 2000 | Сідней         | не кваліфікувалась |
| 2004 | Афіни          | не кваліфікувалась |
| 2008 | Пекін          | не кваліфікувалась |
| 2012 | Лондон         | не кваліфікувалась |
| 2016 | Ріо-де-Жанейро | не кваліфікувалась |
| 2021 | Токіо          | не кваліфікувалась |

### Чемпіонат світу
| Рік  | Місце               | Позиція            |
| ---- | ------------------- | ------------------ |
| 1994 | Бразилія            | 9-е місце          |
| 1998 | Японія              | не кваліфікувалась |
| 2002 | Німеччина           | не кваліфікувалась |
| 2006 | Японія              | не кваліфікувалась |
| 2010 | Японія              | не кваліфікувалась |
| 2014 | Італія              | не кваліфікувалась |
| 2018 | Японія              | не кваліфікувалась |
| 2022 | Польща / Нідерланди | не кваліфікувалась |

### Чемпіонат Європи
| Рік  | Місце                                      | Позиція            |  |
| ---- | ------------------------------------------ | ------------------ |  |
| 1993 | Чехія                                      | 3-е місце          |  |
| 1995 | Нідерланди                                 | 7-е місце          |  |
| 1997 | Чехія                                      | 7-е місце          |  |
| 1999 | Італія                                     | не кваліфікувалась |  |
| 2001 | Болгарія                                   | 4-е місце          |  |
| 2003 | Туреччина                                  | 9-е місце          |  |
| 2005 | Хорватія                                   | не кваліфікувалась |  |
| 2007 | Бельгія / Люксембург                       | не кваліфікувалась |  |
| 2009 | Польща                                     | не кваліфікувалась |  |
| 2011 | Сербія / Італія                            | 15-е місце         |  |
| 2013 | Німеччина / Швейцарія                      | не кваліфікувалась |  |
| 2015 | Нідерланди / Бельгія                       | не кваліфікувалась |  |
| 2017 | Азербайджан / Грузія                       | 13-е місце         |  |
| 2019 | Словаччина / Угорщина / Польща / Туреччина | 17-е місце         |  |
| 2021 | Сербія / Болгарія / Хорватія / Румунія     | 12-е місце         |  |
| 2023 | Бельгія / Італія / Німеччина / Естонія     | 9-е місце          |  |

### Золота Євроліга
| Рік   | Місце проведення       | Раунд              | Позиція            | І                  | В                  | П                  | СВ                 | СП                 |                    |
| ----- | ---------------------- | ------------------ | ------------------ | ------------------ | ------------------ | ------------------ | ------------------ | ------------------ | ------------------ |
| 2009  | Туреччина              | Не кваліфікувалася | Не кваліфікувалася | Не кваліфікувалася | Не кваліфікувалася | Не кваліфікувалася | Не кваліфікувалася | Не кваліфікувалася | Не кваліфікувалася |
| 2010  | Туреччина              | Не кваліфікувалася | Не кваліфікувалася | Не кваліфікувалася | Не кваліфікувалася | Не кваліфікувалася | Не кваліфікувалася | Не кваліфікувалася | Не кваліфікувалася |
| 2011  | Туреччина              | Не кваліфікувалася | Не кваліфікувалася | Не кваліфікувалася | Не кваліфікувалася | Не кваліфікувалася | Не кваліфікувалася | Не кваліфікувалася | Не кваліфікувалася |
| 2012  | Чехія                  | Не кваліфікувалася | Не кваліфікувалася | Не кваліфікувалася | Не кваліфікувалася | Не кваліфікувалася | Не кваліфікувалася | Не кваліфікувалася | Не кваліфікувалася |
| 2013  | Болгарія               | Не кваліфікувалася | Не кваліфікувалася | Не кваліфікувалася | Не кваліфікувалася | Не кваліфікувалася | Не кваліфікувалася | Не кваліфікувалася | Не кваліфікувалася |
| 2014  | Туреччина Німеччина    | Не кваліфікувалася | Не кваліфікувалася | Не кваліфікувалася | Не кваліфікувалася | Не кваліфікувалася | Не кваліфікувалася | Не кваліфікувалася | Не кваліфікувалася |
| 2015  | Угорщина Туреччина     | Не кваліфікувалася | Не кваліфікувалася | Не кваліфікувалася | Не кваліфікувалася | Не кваліфікувалася | Не кваліфікувалася | Не кваліфікувалася | Не кваліфікувалася |
| 2016  | Словаччина Азербайджан | Не кваліфікувалася | Не кваліфікувалася | Не кваліфікувалася | Не кваліфікувалася | Не кваліфікувалася | Не кваліфікувалася | Не кваліфікувалася | Не кваліфікувалася |
| 2017  | Україна Фінляндія      | Фінал              | Чемпіон            | 10                 | 9                  | 1                  | 29                 | 7                  |                    |
| 2018  | Угорщина               | Груповий раунд     | 8-е                | 6                  | 2                  | 4                  | 8                  | 13                 |                    |
| 2019  | Хорватія               | Груповий раунд     | 5-е                | 6                  | 4                  | 2                  | 14                 | 6                  |                    |
| 2021  | Болгарія               | Груповий раунд     | 10-е               | 4                  | 1                  | 3                  | 4                  | 11                 |                    |
| 2022  | Франція                | Груповий раунд     | 5-е                | 4                  | 2                  | 2                  | 10                 | 8                  |                    |
| 2023  | Румунія Швеція         | Фінал              | Чемпіони           | 8                  | 7                  | 1                  | 22                 | 7                  |                    |
| 2024  | Європа                 | Основна сітка      | 5-е                | 6                  | 4                  | 2                  | 17                 | 9                  |                    |
| 2025  | Швеція                 | Фінал              | Чемпіони           | 8                  | 7                  | 1                  | 21                 | 7                  |                    |
| Разом | Разом                  | 8/16               | 3                  | 52                 | 36                 | 16                 | 121                | 68                 |                    |

### Кубок претендентів
| Рік   | Місце проведення | Раунд                                            | Позиція                                          | І                                                | В                                                | П                                                | СВ                                               | СП                                               |                                                  |
| ----- | ---------------- | ------------------------------------------------ | ------------------------------------------------ | ------------------------------------------------ | ------------------------------------------------ | ------------------------------------------------ | ------------------------------------------------ | ------------------------------------------------ | ------------------------------------------------ |
| 2018  | Перу             | Не кваліфікувалася                               | Не кваліфікувалася                               | Не кваліфікувалася                               | Не кваліфікувалася                               | Не кваліфікувалася                               | Не кваліфікувалася                               | Не кваліфікувалася                               | Не кваліфікувалася                               |
| 2019  | Перу             | Не кваліфікувалася                               | Не кваліфікувалася                               | Не кваліфікувалася                               | Не кваліфікувалася                               | Не кваліфікувалася                               | Не кваліфікувалася                               | Не кваліфікувалася                               | Не кваліфікувалася                               |
| 2020  | Хорватія         | Турніри скасовано у зв'язку з пандемією Covid-19 | Турніри скасовано у зв'язку з пандемією Covid-19 | Турніри скасовано у зв'язку з пандемією Covid-19 | Турніри скасовано у зв'язку з пандемією Covid-19 | Турніри скасовано у зв'язку з пандемією Covid-19 | Турніри скасовано у зв'язку з пандемією Covid-19 | Турніри скасовано у зв'язку з пандемією Covid-19 | Турніри скасовано у зв'язку з пандемією Covid-19 |
| 2021  | Хорватія         | Турніри скасовано у зв'язку з пандемією Covid-19 | Турніри скасовано у зв'язку з пандемією Covid-19 | Турніри скасовано у зв'язку з пандемією Covid-19 | Турніри скасовано у зв'язку з пандемією Covid-19 | Турніри скасовано у зв'язку з пандемією Covid-19 | Турніри скасовано у зв'язку з пандемією Covid-19 | Турніри скасовано у зв'язку з пандемією Covid-19 | Турніри скасовано у зв'язку з пандемією Covid-19 |
| 2022  | Хорватія         | Не кваліфікувалася                               | Не кваліфікувалася                               | Не кваліфікувалася                               | Не кваліфікувалася                               | Не кваліфікувалася                               | Не кваліфікувалася                               | Не кваліфікувалася                               | Не кваліфікувалася                               |
| 2023  | Франція          | 1/4 фіналу                                       | 4-е                                              | 3                                                | 1                                                | 2                                                | 4                                                | 7                                                |                                                  |
| Разом | Разом            | 1/4                                              | 0                                                | 3                                                | 1                                                | 2                                                | 4                                                | 7                                                |                                                  |

## Склади
| Рік  | Турнір           | Склад | Тренер                             | Примітки                                              |
| ---- | ---------------- | --- | ---------------------------------- | ----------------------------------------------------- |
| 1993 | Чемпіонат Європи | Юлія Волівач, Олена Воронкіна, Марина Дубініна, Тетяна Ільїна, Ганна Калашнікова, Ольга Коломієць (Костіна), Алла Кравець, Віта Матешук (Лисечко), Марія Полякова (Александрова), Ірина Пухальська (Комісарова), Світлана Сулім, Людмила Троцко                                                                                  | Володимир Бузаєв, Юрій Курильський | С. 65, [Архівовано 9 вересня 2021 у Wayback Machine.] |
| 1994 | Чемпіонат світу  | Олена Воронкіна, Марина Дубініна, Тетяна Іванюшкіна, Тетяна Ільїна, Ганна Калашнікова,Ольга Коломієць (Костіна), Алла Кравець, Віта Матешук (Лисечко), Марія Полякова (Александрова), Ірина Пухальська (Комісарова), Світлана Сулім, Ірина Сухорук                                                                               | Володимир Бузаєв                   | С. 66                                                 |
| 1995 | Чемпіонат Європи | Тетяна Вороніна, Тетяна Іванюшкіна, Тетяна Ільїна, Ганна Калашнікова, Ольга Коломієць (Костіна), Віта Матешук (Лисечко), Світлана Половинка, Марія Полякова (Александрова), В. Санджан, Світлана Сулім, Ірина Сухорук | Володимир Бузаєв                   | С.69                                                  |
| 1996 | Олімпійські ігри | Наталія Боженова, Юлія Буєва, Тетяна Іванюшкіна, Ольга Коломієць (Костіна), Алла Кравець, Олена Кривоносова (Єна), Віта Матешук (Лисечко), Регіна Милосердова, Ольга Павлова, Марія Полякова (Александрова), Олена Сидоренко, Олександра Фоміна                                                                                  | Гарій Єгіазаров                    | С.71                                                  |
| 1997 | Чемпіонат Європи | Наталія Боженова, Поліна Вергун, Олена Воронкіна (Швець), Тетяна Іванюшкіна, Алла Кравець, Регіна Милосердова, Олена Оніпко, Ольга Павлова, Марія Полякова, Олена Сидоренко, Олександра Фоміна | Ігор Філіштинський, А.Макагонов.   | С. 74-75                                              |
| 2001 | Чемпіонат Європи | Наталія Боженова, Тетяна Вороніна, Олена Єна (Кривоносова), Ірина Жукова, Тетяна Іванюшкіна, Алла Кравець, Марина Марцинюк, Регіна Милосердова, Марія Полякова, Олена Сидоренко, Ірина Швачка, Юлія Шелухіна | Гарій Єгіазаров                    |                                                       |
| 2011 | Чемпіонат Європи | Ганна Бурбелюк, Світлана Галкіна, Марина Дегтярьова, Анна Довгополюк, Надія Кодола, Ірина Комісарова (Пухальська), Світлана Лідяєва (Дорсман), Ганна Лісеєнкова (Кириченко), Тетяна Литвиновська, Марина Марченко, Інна Молодцова, Наталія Чернецька                                                                             | Володимир Бузаєв                   | [ 8 ]                                                 |
| 2017 | Євроліга         | Юлія Герасимова, Марина Дегтярьова, Карина Денисова (Юрченко), Світлана Дорсман (Лідяєва), Діана Карпець (Мелюшкіна), Надія Кодола (Косило), Кристина Нємцева, Олена Новгородченко, Аліна Степанчук, Анна Степанюк, Ірина Трушкіна, Анастасія Чернуха (Крайдуба), Тетяна Яцків (Алдошина)                                        | Гарій Єгіазаров                    | Переможець турніру                                    |
| 2017 | Чемпіонат Європи | Юлія Герасимова, Вікторія Дельрос, Карина Денисова (Юрченко), Світлана Дорсман (Лідяєва), Ганна Кириченко (Лісеєнкова), Надія Кодола (Косило), Тетяна Козлова,Інна Молодцова, Олена Новгородченко, Олександра Перетятько, Аліна Степанчук, Анна Степанюк, Ірина Трушкіна, Анастасія Чернуха (Крайдуба)                           | Гарій Єгіазаров                    |                                                       |
| 2019 | Чемпіонат Європи | Дар'я Великоконь (Шаргородська), Юлія Герасимова, Карина Денисова (Юрченко), Світлана Дорсман (Лідяєва), Анастасія Карасьова, Діана Карпець (Мелюшкіна), Надія Кодола (Косило), Анастасія Крайдуба (Чернуха), Вікторія Ніколайчук, Олександра Перетятько, Алла Політанська (Агеєва), Олеся Рихлюк, Анна Степанюк, Ірина Трушкіна | Гарій Єгіазаров                    |                                                       |
| 2021 | Чемпіонат Європи | Богдана Анісова, Юлія Бойко, Дар'я Великоконь (Шаргородська), Юлія Герасимова, Катерина Дудник, Анастасія Карасьова, Надія Кодола (Косило), Марина Мазенко (Мельниченко), Діана Мелюшкіна (Карпець), Кристина Нємцева, Олеся Рихлюк, Ольга Скрипак, Ірина Трушкіна, Анна Харчинська                                              | Володимир Орлов                    | [ 10 ]                                                |

## Поточний склад
Склад збірної на 2025 рік (станом на 1 червня )
| N° | Спортсменка           | Позиція               | Дата народження  | Клуб           |
| -- | --------------------- | --------------------- | ---------------- | -------------- |
| 1  | Олександра Міленко    | Догравальник          | 29 червня 1999   | «ПТТ Спор»     |
| 2  | Діана Мелюшкина       | Центральний блокуючий | 6 серпня 1996    | «Фенербахче»   |
| 4  | Аліка Луценко         | Ліберо                | 11 червня 2003   | «Йованос»      |
| 6  | Кристина Нємцева      | Ліберо                | 15 червня 1998   | «Буковинка»    |
| 8  | Поліна Герасимчук     | Центральний блокуючий | 23 березня 2006  | «Буковинка»    |
| 9  | Станіслава Парфьонова | Зв'язуючий            | 1998             | «Буковинка»    |
| 12 | Валерія Нудьга        | Центральний блокуючий | 12 грудня 2002   | «Бозуюк»       |
| 13 | Юлія Димар            | Догравальник          | 3 грудня 1994    | «Жетису»       |
| 14 | Дар'я Шаргородська    | Зв'язуючий            | 11 квітня 2002   | «Жетису»       |
| 16 | Анастасія Маєвська    | Центральний блокуючий | 6 січня 2001     | «Динамо»       |
| 19 | Анна Артишук          | Діагональний          | 9 лютого 2001    | «Зуль»         |
| 23 | Андріана Павлик       | Догравальник          | 18 листопад 2005 | «Буковинка»    |
| 24 | Анастасія Крайдуба    | Діагональний          | 1995             | «Бандунг»      |
| 26 | Уляна Котар           | Центральний блокуючий | 26 жовтня 2000   | «Марк Баруель» |

## Головні тренери
- Володимир Бузаєв (1992-1995)
- Гарій Єгіазаров (1995-1997)
- Ігор Філіштинський (1997-1999)
- Сергій Голотов  (1999-2001)
- Гарій Єгіазаров (2001-2003)
- Ігор Філіштинський (2004-2005)
- Олександр Гутор (2006-2007)
- Сергій Голотов  (2007-2008)
- Володимир Бузаєв (2008-2011)
- Андрій Романович (2011-2013)
- Гарій Єгіазаров (2013-2020)
- Володимир Орлов (2021-2022)
- Іван Петков (2022-2024)
- Якуб Глушак (2025-)